# Euptoieta albiclaudia
Euptoieta albiclaudia är en fjärilsart som beskrevs av William D. Field 1936. Euptoieta albiclaudia ingår i släktet Euptoieta och familjen praktfjärilar. Inga underarter finns listade i Catalogue of Life.